# Iglesia de Santa Magdalena (Besanzón)
La iglesia Sainte-Madeleine es una iglesia de salón francesa del siglo XVIII del distrito Battant de Besanzón, en Doubs en Borgoña-Franco Condado. Fue construida, entre 1746 y 1766, por el arquitecto Nicolas Nicole. Esta iglesia pertenece a la “unidad pastoral Saint-Étienne” y está confiada a la Fraternidad de Saint-Pierre. Está clasificada como monumento histórico desde 1930 y alberga un órgano clasificado como monumento histórico, así como un museo de la vida pasada del barrio de Battant.
Los Bisontinos prefieren llamarla Iglesia de la Magdalena.

## Historia
Fue construida a la salida del centro histórico de la ciudad (La Boucle ) por el puente Battant, a la entrada del barrio de Battant (distrito histórico de los antiguos viticultores de la ciudad), y fue construida, destruida y restaurada varias veces. El 26 de mayo de 1746, el arzobispo Antoine-Pierre II de Grammont colocó la primera piedra para la reconstrucción del edificio, en sustitución de la antigua colegiata gótica que amenazaba con arruinarse. La obra, dirigida por el arquitecto Nicolas Nicole (de quien sería la obra maestra), duró hasta 1766 con 66 m  de largo y 39 m  de ancho, una triple nave, numerosas capillas laterales, esbeltas bóvedas.

## Arquitectura
Esta iglesia de salón está construida sobre planta en forma de cruz latina, con una gran fachada clásica formada por columnas dóricas y jónicas, flanqueada por dos torres construidas sin coronamientos por Nicolas Nicole. El edificio tiene una gran nave de tres tramos, separados de los de las naves laterales por columnas gemelas jónicas, además de un crucero no saliente, y un coro cerrado por un ábside poligonal Las naves laterales, que tienen la particularidad de ser de bóveda de arista, se abren a capillas. La iluminación de la nave, aunque en ocasiones insuficiente, corre a cargo de vidrieras situadas en las capillas así como de rosetones situados bajo la bóveda. De 1982 a 1989, el edificio se cubrió con un nuevo entramado revestido con azulejos vidriados de Borgoña, con motivos en espiga.

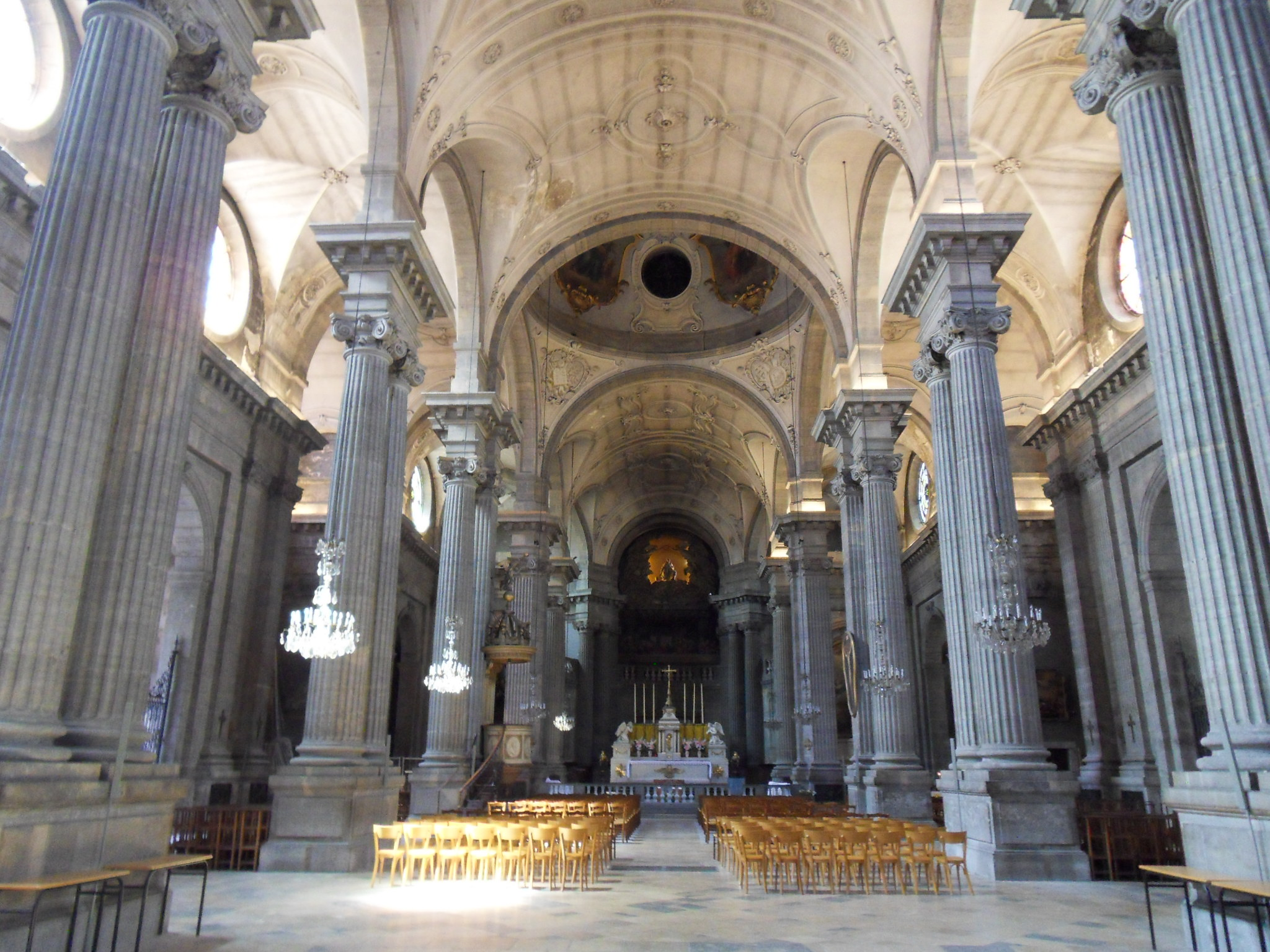
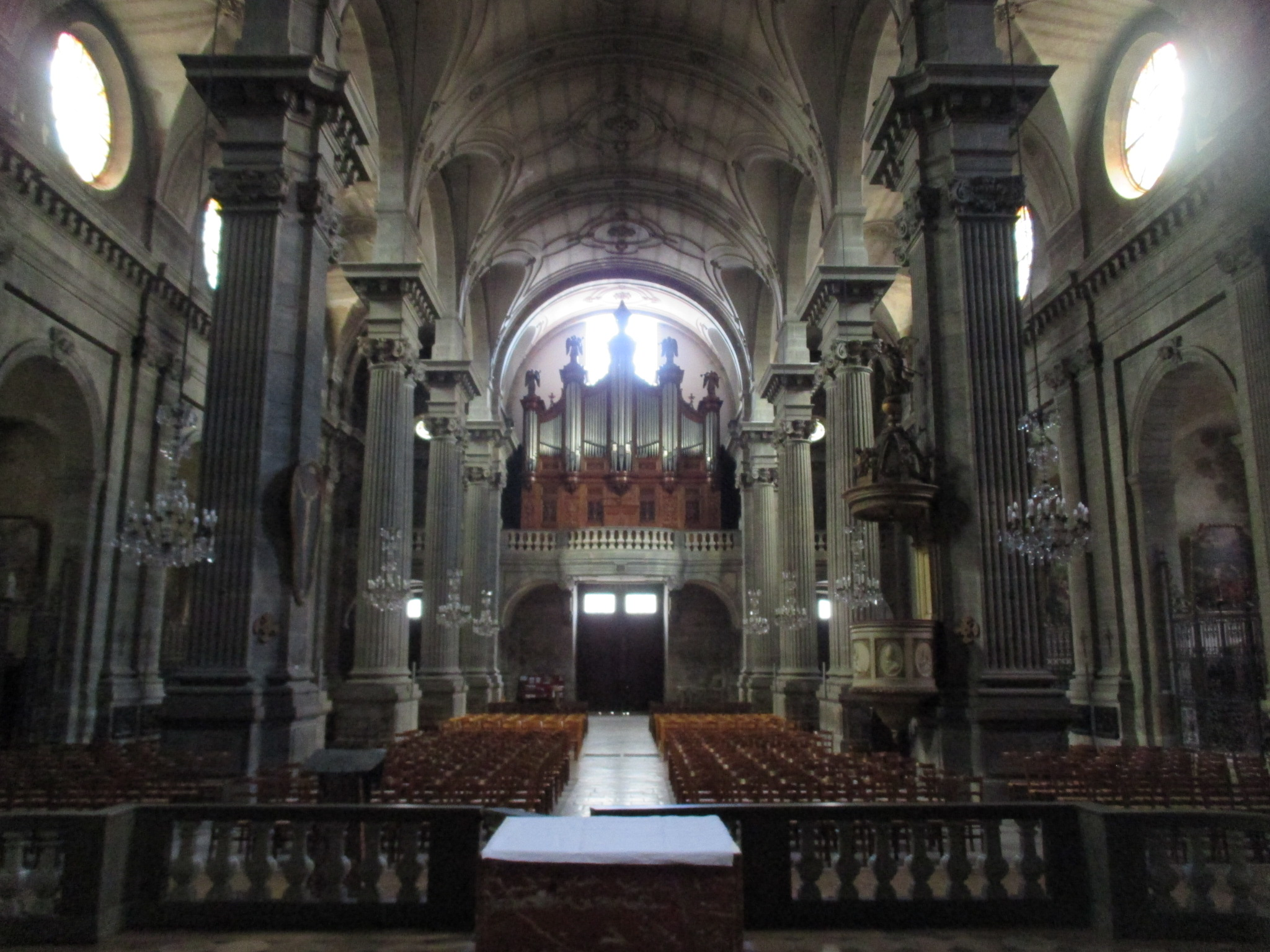
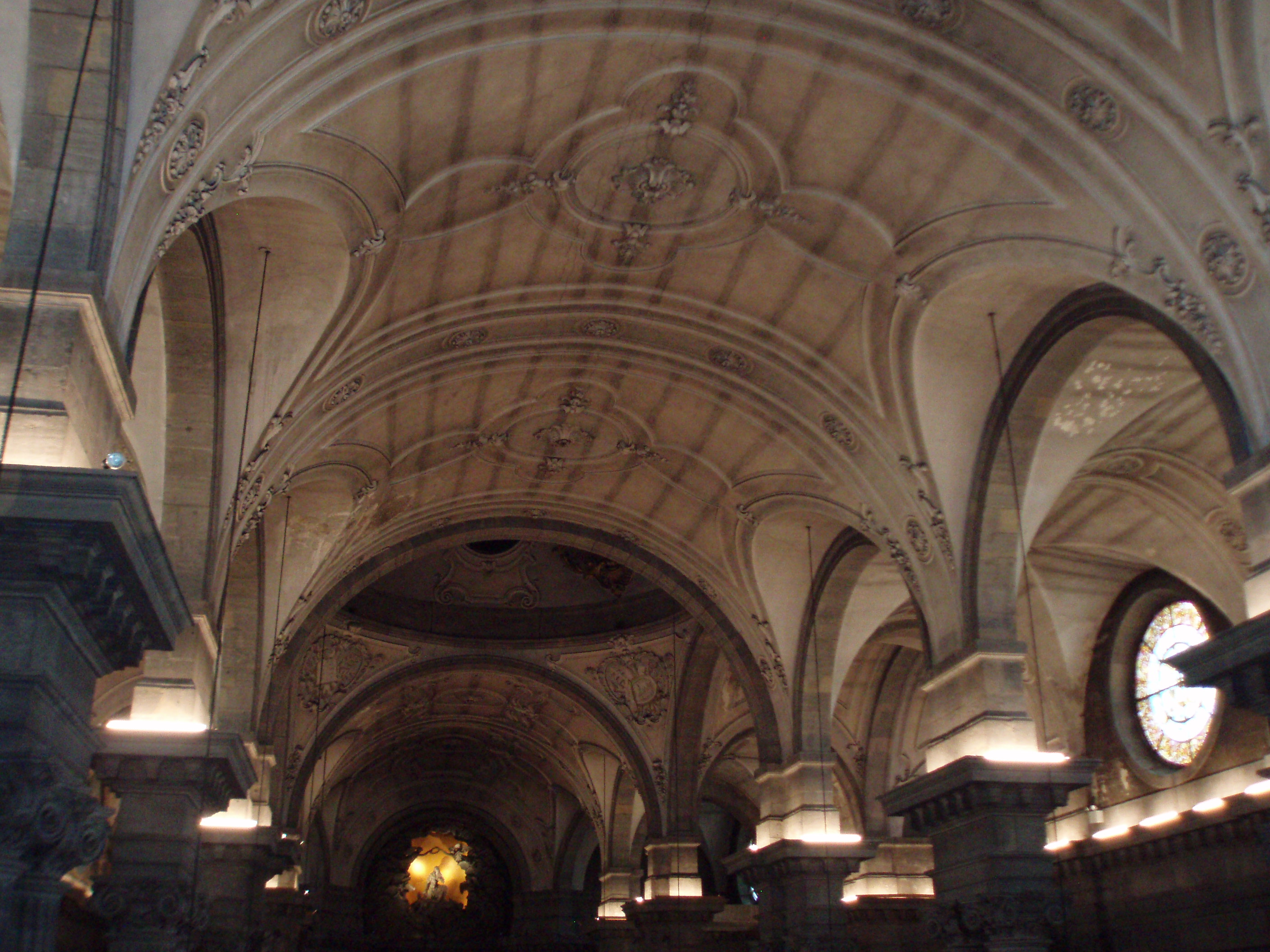
Bóvedas cristaldel vaso central.